# 일신방직
일신방직(Ilshin Spinning Co. Ltd.)는 대한민국의 섬유 기업이다. 본사는 서울시 영등포구 은행로 11(여의도동) 일신빌딩에 위치해 있으며 대표이사는 김영호이다. 한국에서 더바디샵, 벨기에 초콜릿 고디바, 홍콩 의류 브랜드 지오다노의 브랜드 사업을 영위하며 신동와인과  화장품 회사인 비에스케이코퍼레이션도 소유하고 있다

## 계열사
- 일신창업투자: 영화 은행나무침대와 8월의 크리스마스 제작[2]
- 하이젠알앤엠

## 참고문헌
1. ↑  김기만, 더바디샵·고디바·신동와인 성공시킨 섬유회사… 67년 된 일신방직의 '사업 다각화 매직', 2018.06.28
2. ↑  일신창업투자 돈대는 작품마다 성공…영화계 큰손, 매일경제, 1998-06-15